# Édouard Baudry
Pour les articles homonymes, voir Baudry.
 (novembre 2022).
Si vous disposez d'ouvrages ou d'articles de référence ou si vous connaissez des sites web de qualité traitant du thème abordé ici, merci de compléter l'article en donnant les références utiles à sa vérifiabilité et en les liant à la section « Notes et références ».
Édouard (Eddy) Baudry est un auteur radiophonique et journaliste canadien (québécois), né à Gentbrugge (Belgique) le 14 août 1905 et mort au Maroc le 23 janvier 1943, . 

## Biographie
Il est l'auteur et le réalisateur de plusieurs feuilletons radiophoniques québécois, dont Rue Principale (1937-1959), qui a un succès rapide et dont il fut le concepteur et l'âme du 5 septembre 1937 au 17 octobre 1941. En 1940, il publie le livre Rue Principale, qui présente les dessous de cette émission radiophonique. Il est aussi le deuxième président de l'Union des artistes du Québec.
Journaliste, il devient en 1942 correspondant de guerre. Le 23 janvier 1943, l'avion qu'il prend pour se rendre à la Conférence de Casablanca est abattu au-dessus du Maroc. La nouvelle a un grand retentissement dans les médias montréalais. Le président des États-Unis Franklin Delano Roosevelt, alors au Maroc, dépose une couronne près du lieu de l'accident. La dépouille d'Édouard Baudry est demeurée à Port-Lyautey.

## Honneurs
Les comédiens et artisans de la radio montréalaise CKAC rendent hommage à Édouard Baudry dans le cadre d'une émission spéciale diffusée sur les ondes de la station, le 30 janvier 1943.